# خواهران پوینتر
خواهران پوینتر (انگلیسی: The Pointer Sisters) گروه آوازخوان آمریکایی ریتم اند بلوز از اوکلند، کالیفرنیا بود که برنده سه جایزه گرمی شدند.